# جرموک
جـِرموک (به ارمنی: Ջերմուկ) شهری در جنوب ارمنستان است که در استان وایوتس‌جور واقع شده‌است. در کیلومتری شمال یغگنادزور، مرکز استان وایوتس‌جور واقع شده‌است. این شهر در ۵۳ کیلومتری شرق یغگنادزور، مرکز استان قرار گرفته‌است.

## وجه تسمیه
نام جرموک در زبان ارمنی به معنی جای گرم است و برای نخستین بار در سده ۱۳ام میلادی توسط تاریخ‌نگار ارمنی، استپانوس اربلیان این نام در کتاب خویش تحت عنوان «تاریخ استان سیسیاکان» نام برده‌است.

## خصوصیات
جرموک ۵ کیلومتر مربع مساحت و ۴٬۶۲۸ نفر جمعیت دارد و ۲٬۰۸۰ متر بالاتر از سطح دریا واقع شده‌است. در کیلومتری شمال یغگنادزور، مرکز استان وایوتس‌جور واقع شده‌است.

## اقتصاد
محل یکی از بزرگ‌ترین چشمه‌های آب گرم ارمنستان است و آب معدنی گازدار جرموک آن که خاصیت درمانی هم دارد در سراسر ارمنستان بفروش می‌رسد.
امروزه شهر جرموک تولیدات آب معدنی زیادی دارد و دولت ارمنستان برای تبدیل دوباره آن به یک مرکز گردشگری تلاش می‌کند.

## گردشگری
جرموک دارای چشمه‌های معدنی آب گرم و آبشار است و در زمان اتحاد شوروی از تفریح‌گاه‌های محبوب تابستانی بود. جرموک یک مکان گردشگری است و مهمانپذیرها و سفره‌خانه‌های خوبی دارد.

## ورزش
این شهر را می‌توان قطب ورزش شطرنج ارمنستان دانست. از سال ۲۰۰۷ میلادی تعدادی از مسابقات بین‌المللی شطرنج جهان از جمله مسابقات قهرمانی نوجوانان جهان همه ساله در این شهر برگزاری می‌شود.

## خواهرخوانده
جرموک با شهرهای زیر خواهرخواندگی دارد.
- Saint-Raphaël, فرانسه، از ۱۹۹۷.
- شچوچینسک، قزاقستان

## نگارخانه

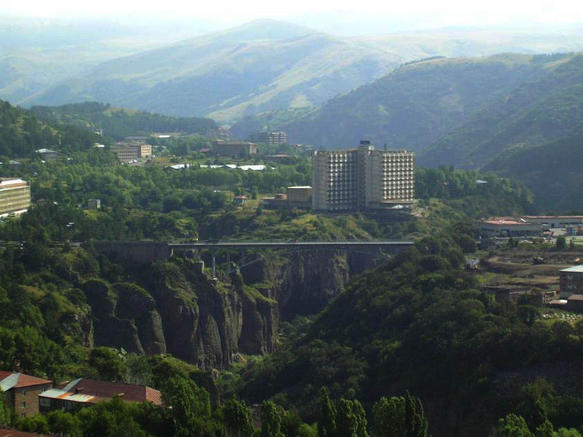
افق مریی جرموک
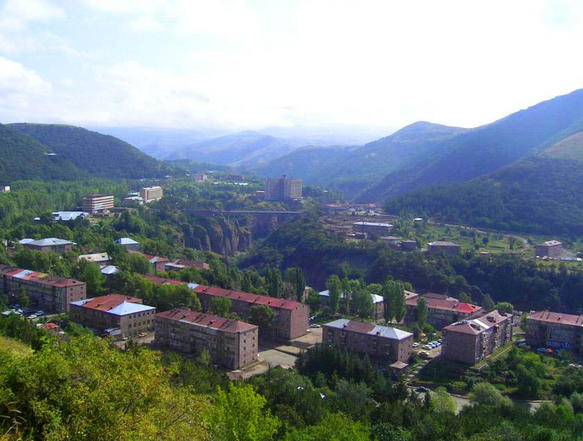
ساختمان‌های مسکونی
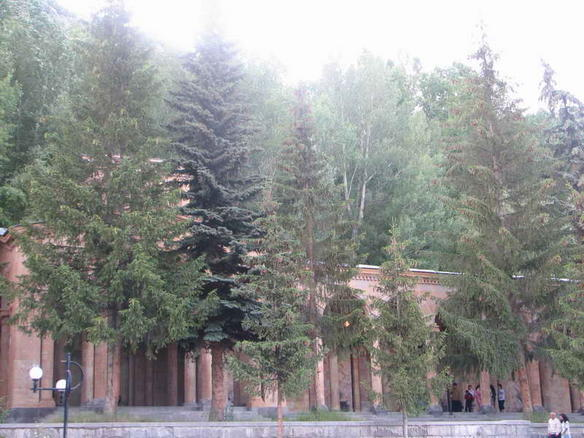
The Gallery of Jermuk mineral waters
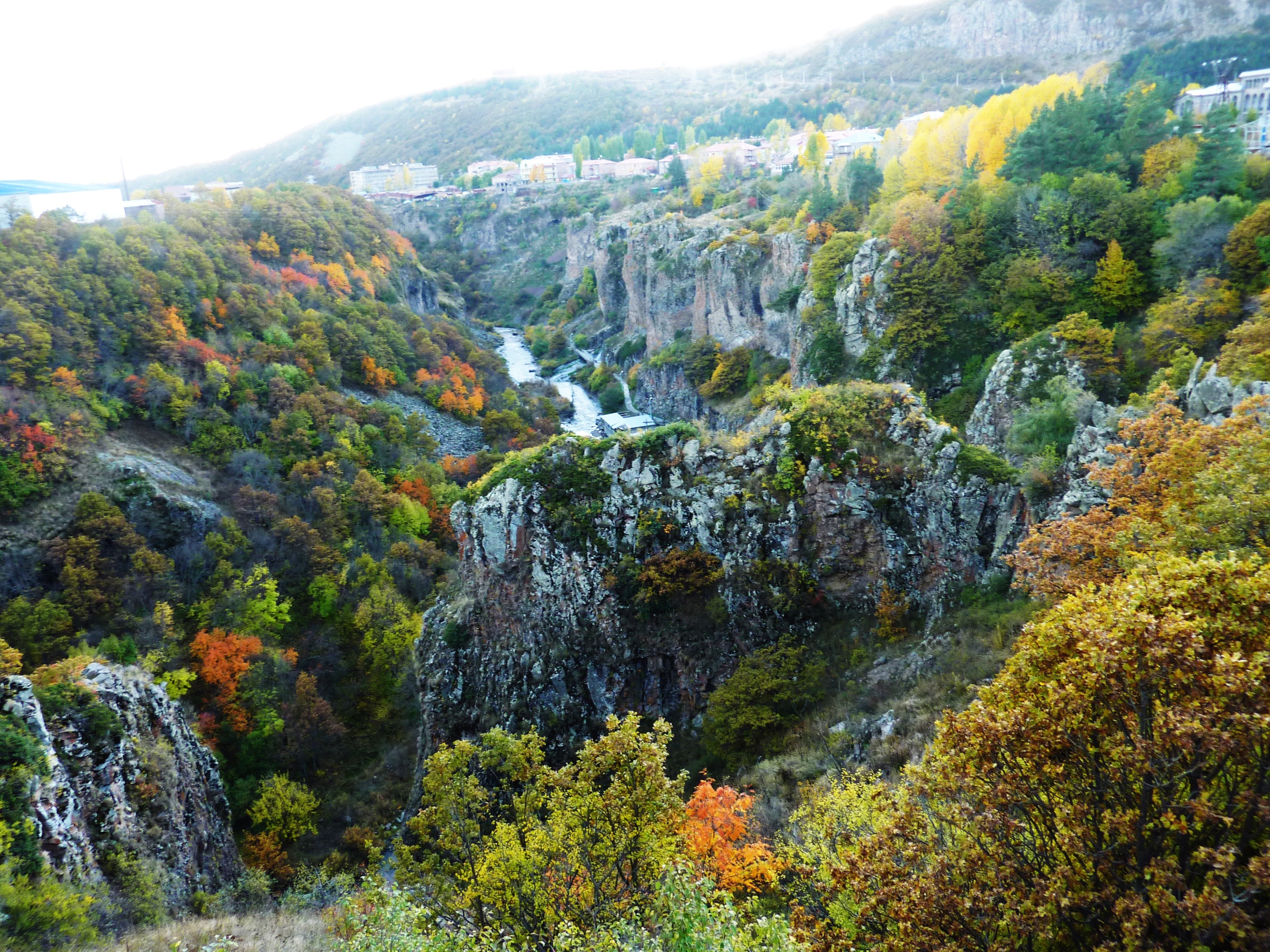
دره باریک و تنگ رود آرپا در جرموک
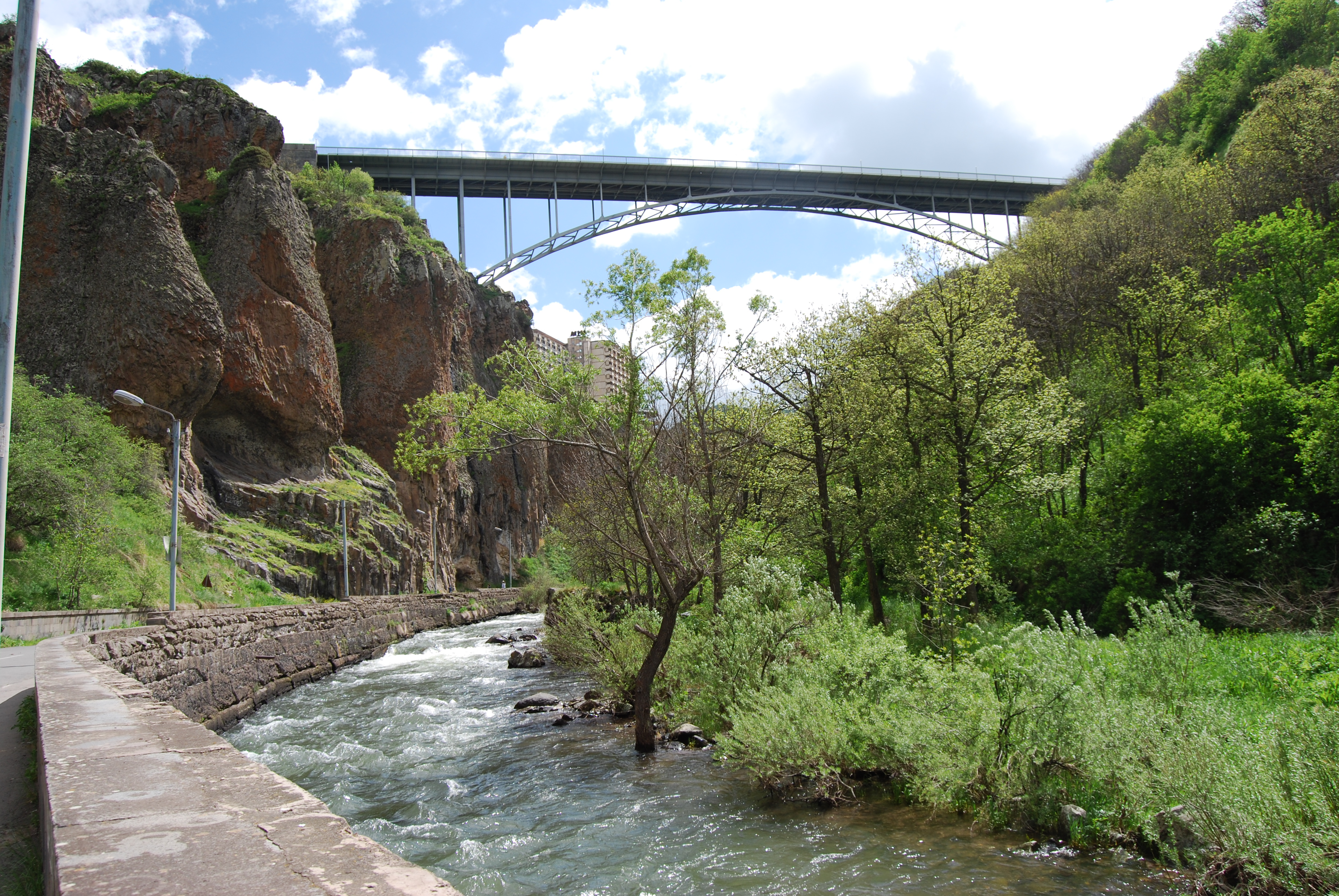
رود آرپا
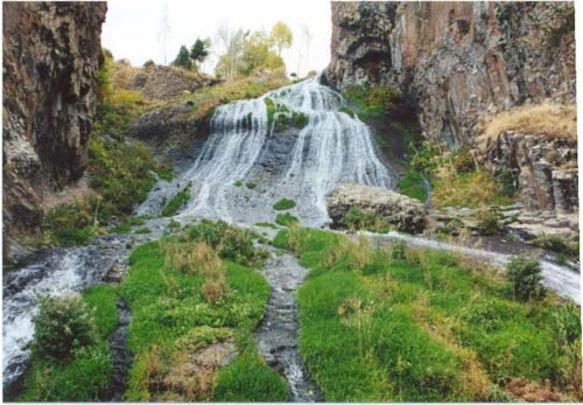
آبشار جرموک
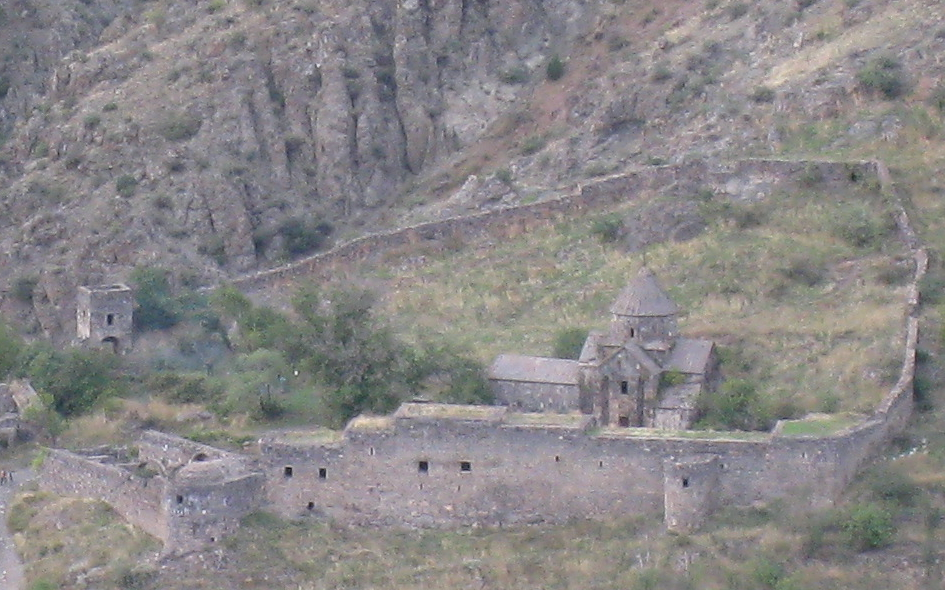
Gndevank as seen from the road to Jermuk
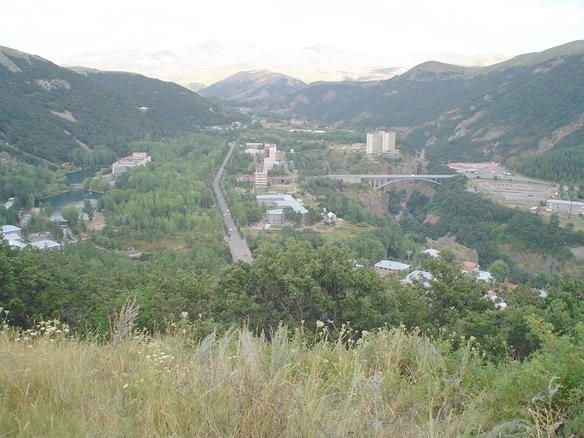
چشم‌انداز جرموک
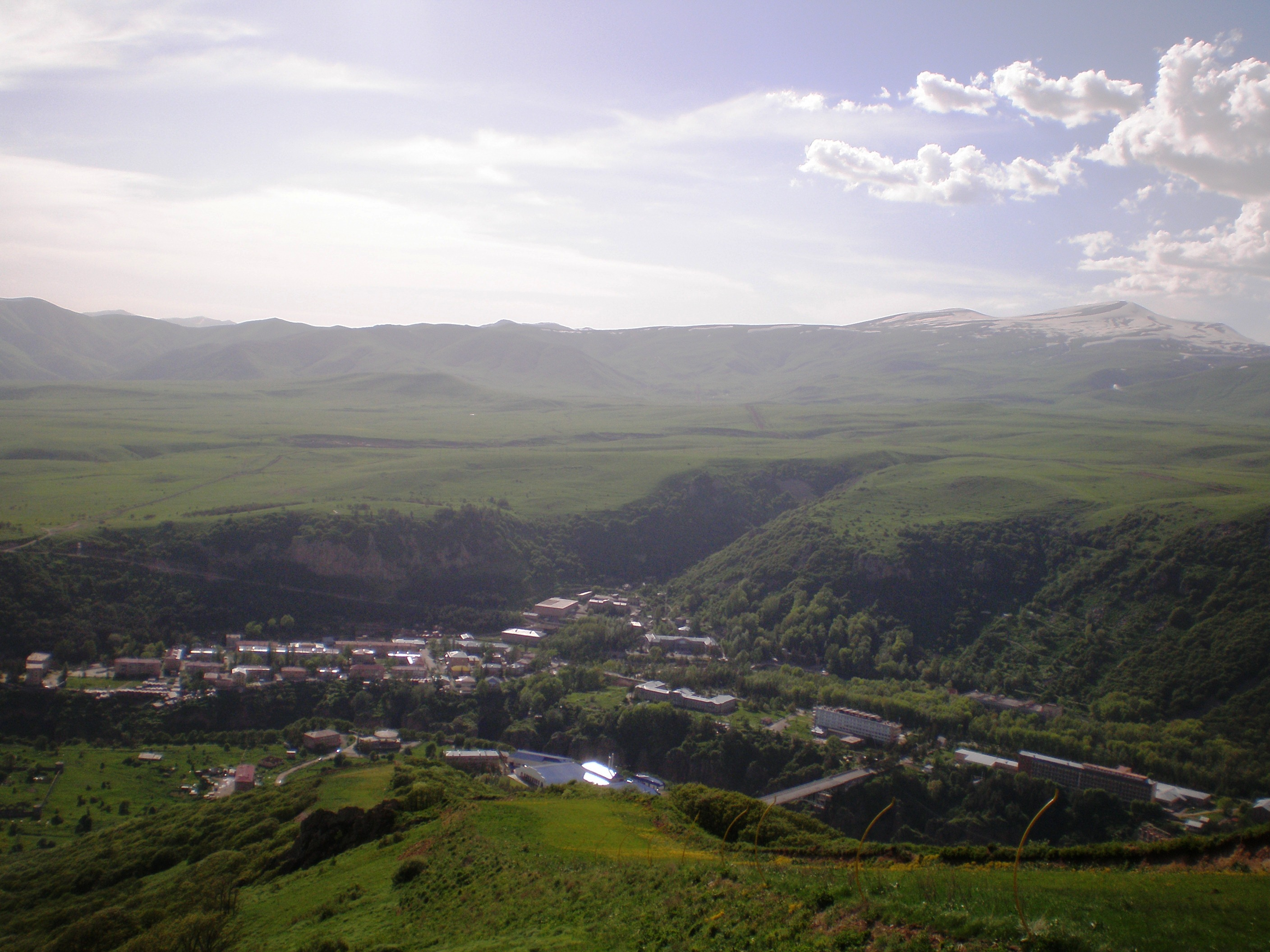
جرموک
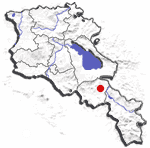
محل جـِرموک در ارمنستان